# Descenso de Cristo a los infiernos

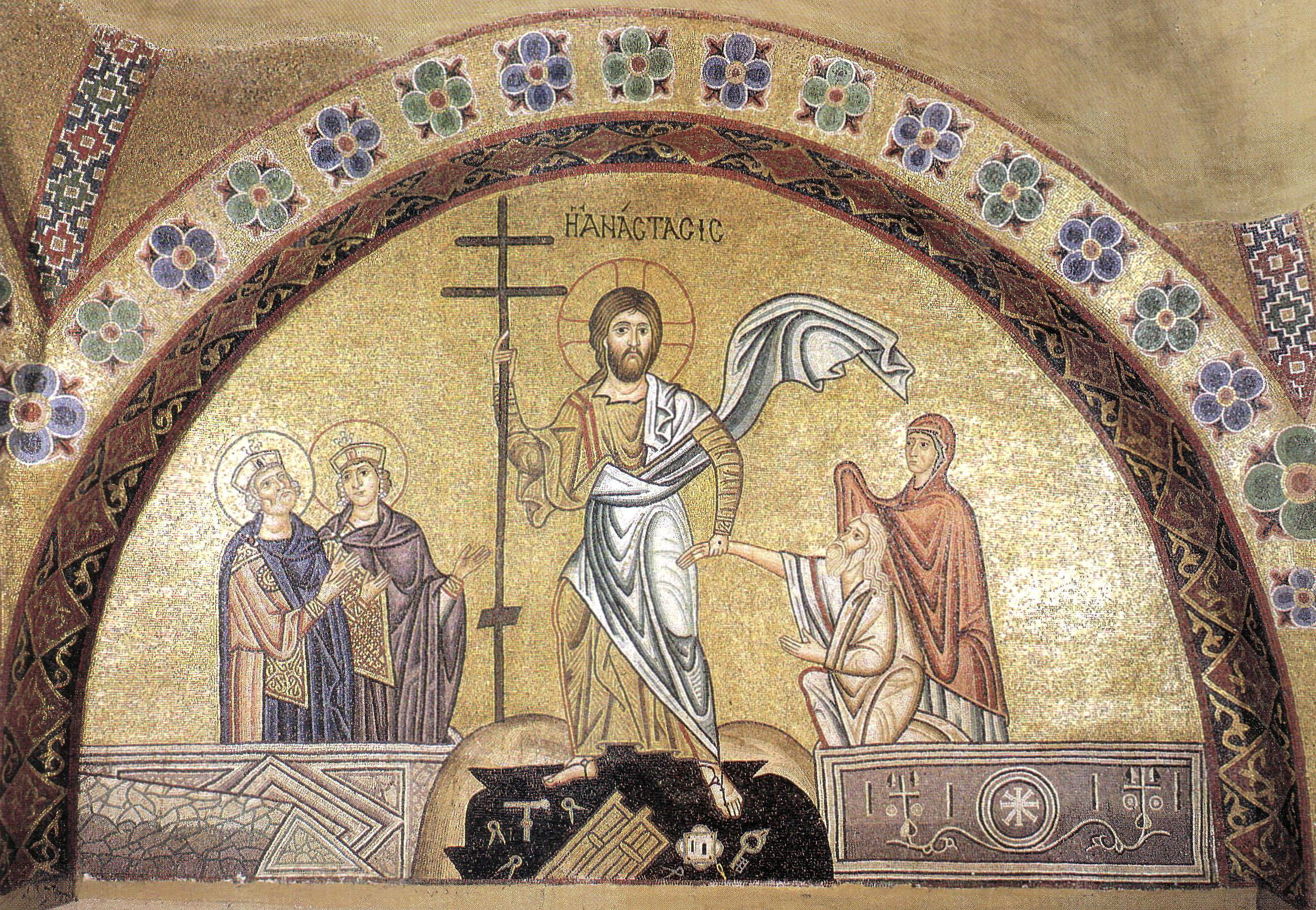
Mosaico bizantino de Osios Loukas.

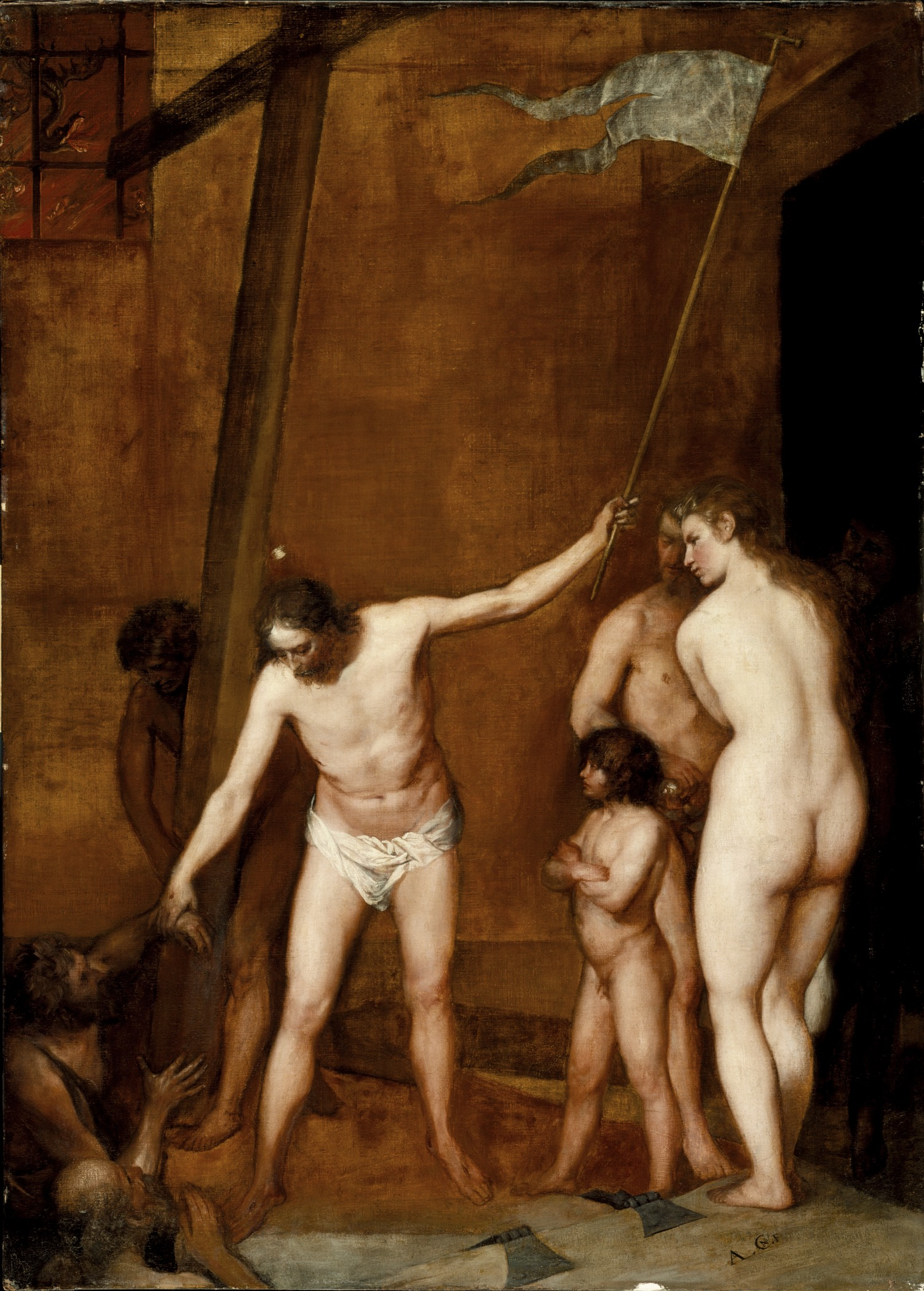
Alonso Cano (ca. 1640), barroco español.

En teología cristiana, el descenso de Cristo a los infiernos (en latín: Descensus Christi ad Inferos) es un término que se refiere al período de tiempo entre la crucifixión de Jesús y su resurrección. En el descenso triunfal, Cristo trajo la salvación a las almas cautivas allí desde el principio del mundo.
El descenso de Cristo al mundo de los muertos se menciona en el Credo de los Apóstoles y en el Credo atanasiano (Quicumque vult), que afirman que "descendió a los infiernos" (descendit ad inferos), aunque ninguno menciona que liberara a los muertos. A su descenso a los infiernos se alude en el Nuevo Testamento en Primera epístola de Pedro 4:6, donde se afirma que las "buenas nuevas fueron proclamadas a los muertos".  El Catecismo de la Iglesia Católica señala Efesios 4:9, que afirma que "[Cristo] descendió a las partes inferiores de la tierra", como apoyando también esta interpretación.  Estos pasajes del Nuevo Testamento han dado lugar a diferentes interpretaciones. La Grada del Infierno se conmemora en el calendario litúrgico el Sábado Santo.
También el descenso de Cristo a los infiernos es un concepto cristiano, fundamentado en el discurso del apóstol Pedro en Hechos de los Apóstoles:

Viéndolo antes, habló de la resurrección de Cristo, que su alma no fue dejada en el Hades, ni su carne vio corrupción.

La misma idea se encuentra en el Credo de los Apóstoles

Padeció bajo el poder de Poncio Pilato. Fue crucificado, muerto y sepultado. Descendió a los infiernos.

La expresión griega utilizada es κατελθόντα εἰς τὰ κατώτατα, (katelthonta eis ta katôtata), que se tradujo al latín como descendit ad inferos. Tanto el griego τὰ κατώτατα como el latín inferos pueden traducirse como "lo que está debajo". La creencia compartida por las culturas mediterráneas de la época antigua era que el inframundo era el lugar al que descendían las almas tras la muerte (el Tártaro griego, el Sheol hebreo -en el griego neotestamentario se utiliza la palabra ᾍδης Hades-) y al que es recurrente que algunas divinidades o héroes desciendan (descenso a los infiernos, catábasis).
A pesar de que el descenso de Cristo a los infiernos es un episodio apenas sugerido en el Nuevo Testamento, despertó una gran curiosidad entre los primeros cristianos, y se convirtió en el foco de muchas leyendas cristianas.
En la cristiandad oriental se relaciona el término con su posterior ascenso en la mención helena de Anastasis.
Santo Tomás de Aquino argumentó extensamente sobre el descenso de Cristo a los infiernos en Summa Theologiae, comentando las opiniones previas de San Agustín de Hipona y San Gregorio Magno, y distinguiendo los conceptos de "infierno de los condenados" y "seno de Abraham".

Cristo descendió a cada uno de los infiernos, pero de diferente manera. Porque al descender al infierno de los condenados realizó este efecto, que al descender allí los avergonzó de su incredulidad y maldad; pero a los que estaban detenidos en el Purgatorio les dio esperanza de alcanzar la Gloria; mientras que sobre los Santos Padres prisioneros en el infierno únicamente a causa del pecado original, Él derramó la luz de la Gloria eterna. [...]
De esta manera el alma de Cristo descendió solamente a la parte del infierno donde los justos estaban prisioneros de modo que los visitó "en su lugar", según su alma, a quienes visitó "interiormente por gracia ", según su divinidad. [...] Él liberó al mundo entero por Su Pasión.

Según la Enciclopedia Católica, la historia aparece por primera vez claramente en el Evangelio de Nicodemo en la sección llamada Hechos de Pilato, que también aparece por separado en fechas anteriores dentro de los Hechos de Pedro y Pablo. El descenso a los infiernos había sido relatado en poemas del inglés antiguo relacionados con los nombres de Cædmon y Cynewulf. Posteriormente se repite en las homilías de Aelfrico c. 1000 dC, que es la primera inclusión conocida de la palabra "harrowing". La literatura dramática inglesa media contiene el desarrollo más completo y dramático del tema.
Como tema en el arte cristiano, también se conoce como la Anastasis (en griego por "resurrección"), considerada una creación de la cultura del Imperio bizantino y aparecida por primera vez en el Occidente a principios del siglo VIII.

## Antecedentes
La visión del Antiguo Testamento sobre la vida después de la muerte era que todas las personas cuando morían, fueran justas o injustas, iban al Seol, un lugar oscuro y quieto. Varias obras del Período del Segundo Templo elaboran el concepto del Seol, dividiéndolo en secciones basadas en la rectitud o injusticia de los que han muerto.
El Nuevo Testamento mantiene una distinción entre el Seol, el "lugar de los muertos" común, y el destino eterno de los condenados en el Juicio Final, diversamente descrito como Gehenna, "las tinieblas exteriores," o un lago de fuego eterno. 

## Terminología
La redacción en griego del Credo de los Apóstoles es κατελθόντα εἰς τὰ κατώτατα. (katelthonta eis ta katôtata), y en latín es descendit ad inferos. El griego τὰ κατώτατα (ta katôtata), "los de abajo") y el latín inferos ("los de abajo") también pueden traducirse como "inframundo", "mundo inferior" o "morada de los muertos".
El reino al que descendió Jesús se llama Infierno, en el uso inglés establecido desde hace tiempo, pero también es llamado Sheol o  Limbo por algunos teólogos cristianos para distinguirlo del Infierno de los condenados. En la mitología clásica, el Hades es el inframundo habitado por las almas difuntas y el dios Plutón es su gobernante. Algunas traducciones del Nuevo Testamento utilizan el término "Hades" para referirse a la morada o estado de los muertos para representar un lugar neutral donde los muertos esperaban la muerte, entierro y resurrección de Jesús.
La palabra "grada" proviene originalmente del inglés antiguo hergian que significa "acosar o despojar", y se ve en la homilías de Aelfric, c. 1000.  El término Harrowing of Hell (desgarramiento del infierno o  desgarro del infierno) no se refiere meramente a la idea de que Jesús descendió al Infierno, como en el Credo, sino a la rica tradición que se desarrolló posteriormente, afirmando que triunfó sobre inferos, liberando a los cautivos del Infierno, particularmente Adán y Eva, y a los hombres y mujeres justos del período del Antiguo Testamento.

## En la Escritura

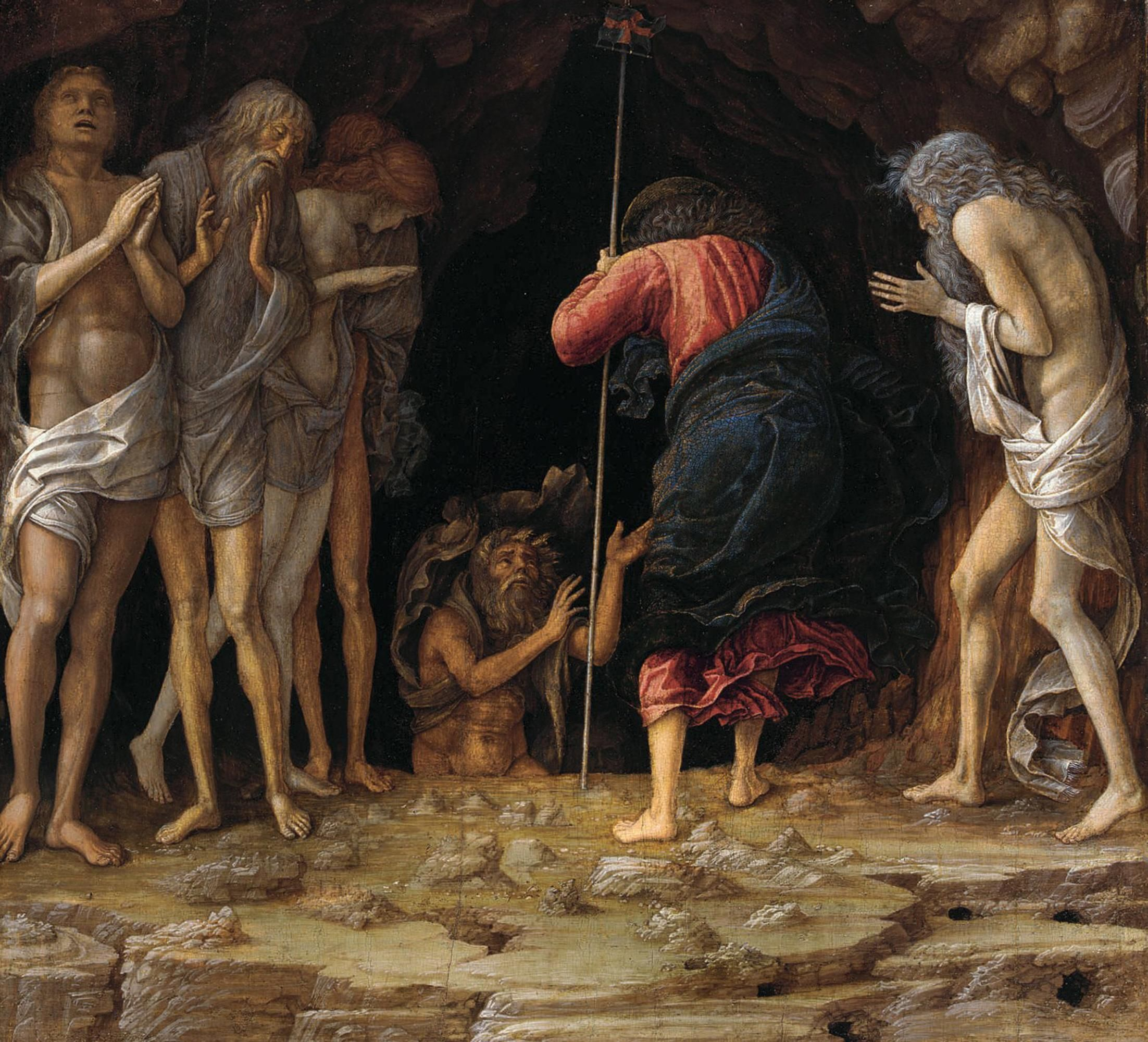
Descenso de Cristo al Limbo por Andrea Mantegna y estudio, c. 1470

El desgarramiento del infierno se menciona o se sugiere en varios versículos del Nuevo Testamento:
- Mateo 12:40: "Porque así como Jonás estuvo tres días y tres noches en el vientre del monstruo marino, así también el Hijo del hombre estará tres días y tres noches en el corazón de la tierra."
- Hechos 2:24: "Pero Dios le resucitó, habiéndole librado de la muerte, porque le era imposible permanecer en su poder."
- Hechos 2:31: "Previendo esto, David habló de la resurrección del Mesías, diciendo: 'No fue abandonado al Hades, ni su carne experimentó corrupción'."
- Efesios 4:9: "Al decir: 'ascendió', ¿qué significa sino que también había descendido a las regiones inferiores, a la tierra?".
- Colosenses 1:18: "Él es la cabeza del cuerpo, la iglesia; él es el principio, el primogénito de entre los muertos, para que llegara a tener el primer lugar en todo."
- Primera epístola de Pedro:3:18-19: "Porque también Cristo padeció una sola vez por los pecados, el justo por los injustos, para llevaros a Dios. Fue muerto en la carne, pero vivificado en el espíritu, en el cual también fue y anunció a los espíritus encarcelados, ..."
- Primera epístola de Pedro:4:6: "Por esta razón se proclamó el evangelio incluso a los muertos, para que, aunque hubieran sido juzgados en la carne como se juzga a todo el mundo, vivieran en el espíritu como lo hace Dios."
- Mateo 27:50-54: "Y Jesús volvió a clamar a gran voz, y entregó su espíritu.  Entonces, he aquí, el velo del templo se rasgó en dos de arriba abajo; y la tierra tembló, y las rocas se partieron, y los sepulcros se abrieron; y muchos cuerpos de santos que habían dormido fueron resucitados; y saliendo de los sepulcros después de su resurrección, entraron en la santa ciudad y se aparecieron a muchos.  Y cuando el centurión y los que con él estaban custodiando a Jesús vieron el terremoto y las cosas que habían sucedido, tuvieron gran temor, diciendo: 'Verdaderamente éste era el Hijo de Dios.

El teólogo Hans Urs von Balthasar ve paralelismos con Marcos 3:24: "Si un reino está dividido contra sí mismo, ese reino no puede permanecer. Y si una casa está dividida contra sí misma, esa casa no podrá mantenerse en pie. Y si Satanás se levanta contra sí mismo y está dividido, no puede permanecer en pie, sino que ha llegado su fin. Pero nadie puede entrar en la casa de un hombre fuerte y saquear sus bienes sin antes atar al hombre fuerte; entonces sí que se puede saquear la casa." Eso y Mateo 16:18 ("Y yo te digo que tú eres Pedro, y sobre esta piedra edificaré mi iglesia, y las puertas del Hades no prevalecerán contra ella") hablan del poder de Jesús y de la impotencia de Satanás.

## Primeras enseñanzas cristianas

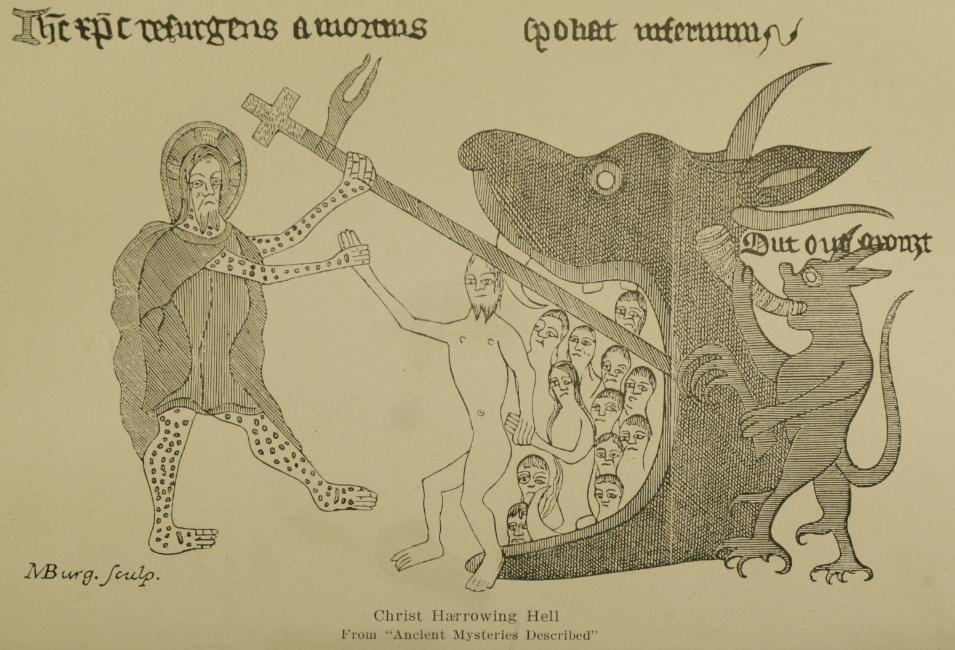
Descenso al Infierno, con Boca del Infierno, grabado de Michael Burghers (1647/48-1727)

El desgarramiento del infierno fue enseñado por teólogos de la iglesia primitiva: San Melitón de Sardes (muerto c. 180) en su Homilía sobre la Pascua y más explícitamente en su Homilía para el Sábado Santo, Tertuliano (Tratado sobre el alma, 55, aunque él mismo no está de acuerdo con la idea), Hipólito (Tratado sobre Cristo y el Anticristo), Orígenes (Contra Celso, 2.43), y, más tarde, Ambrosio (fallecido en 397) escribieron sobre el Desgarramiento del Infierno. El primitivo hereje Marción y sus seguidores también hablaron de las Gradas del Infierno, como mencionan Tertuliano, Ireneo y Epifanio. La secta del siglo VI llamada los Cristólitos, según recoge Juan de Damasco, creía que Jesús dejó su alma y su cuerpo en el Infierno, y sólo resucitó con su divinidad en el Cielo.
El Evangelio de Mateo relata que inmediatamente después de la muerte de Cristo, la tierra tembló, hubo oscuridad, el velo del Segundo Templo se rasgó en dos, y muchas personas se levantaron de entre los muertos, y después de la resurrección (Mateo 27:53) caminaban por Jerusalén y fueron vistos por muchas personas allí. Balthasar dice que se trata de una descripción "visionaria e imaginativa" de Jesús venciendo a la propia muerte.
Según el apócrifo Hechos de Pilato, el Desgarramiento del Infierno fue prefigurado por la resurrección de Lázaro por parte de Cristo antes de su propia crucifixión.
.
.

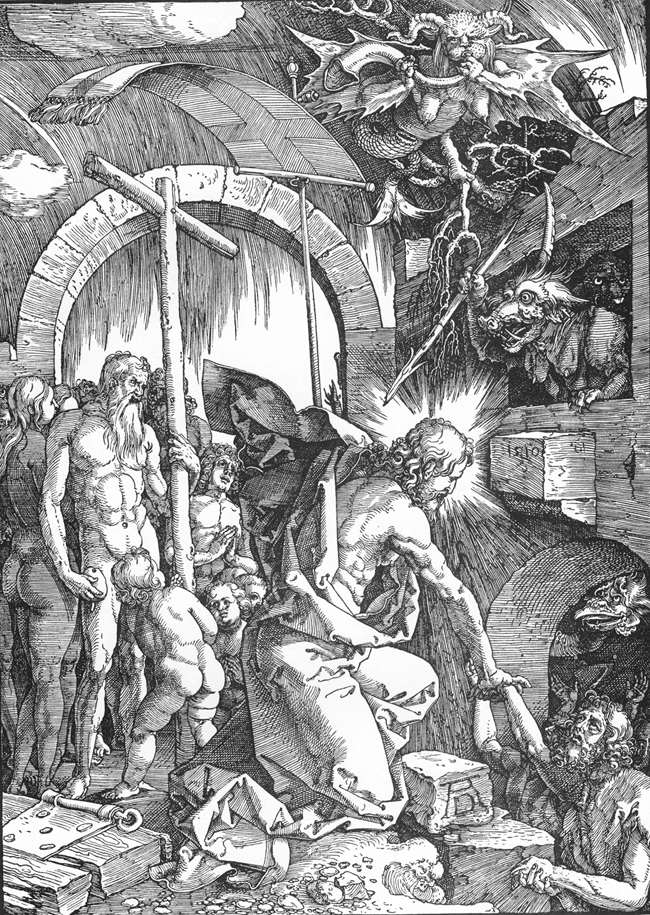
El descenso de Cristo al limbo, xilografía de Albrecht Dürer, c. 1510

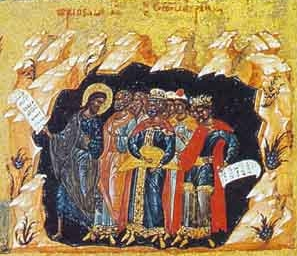
Icono ruso de Juan el Bautista prediciendo el descenso de Cristo a los justos en Hades (Monasterio de Solovetsky)

En los Hechos de Pilato -generalmente incorporados al muy leído Evangelio medieval de Nicodemo-, textos construidos en torno a un original que podría ser tan antiguo como el siglo III d. C. con muchas mejoras e interpolaciones bordadas, los capítulos 17 a 27 se denominan el Decensus Christi ad Inferos. Contienen un dramático diálogo entre Hades y el príncipe Satanás, y la entrada del Rey de la Gloria, imaginado como desde el interior del Tártaro. 

## Interpretaciones de la doctrina

### Catolicismo
.

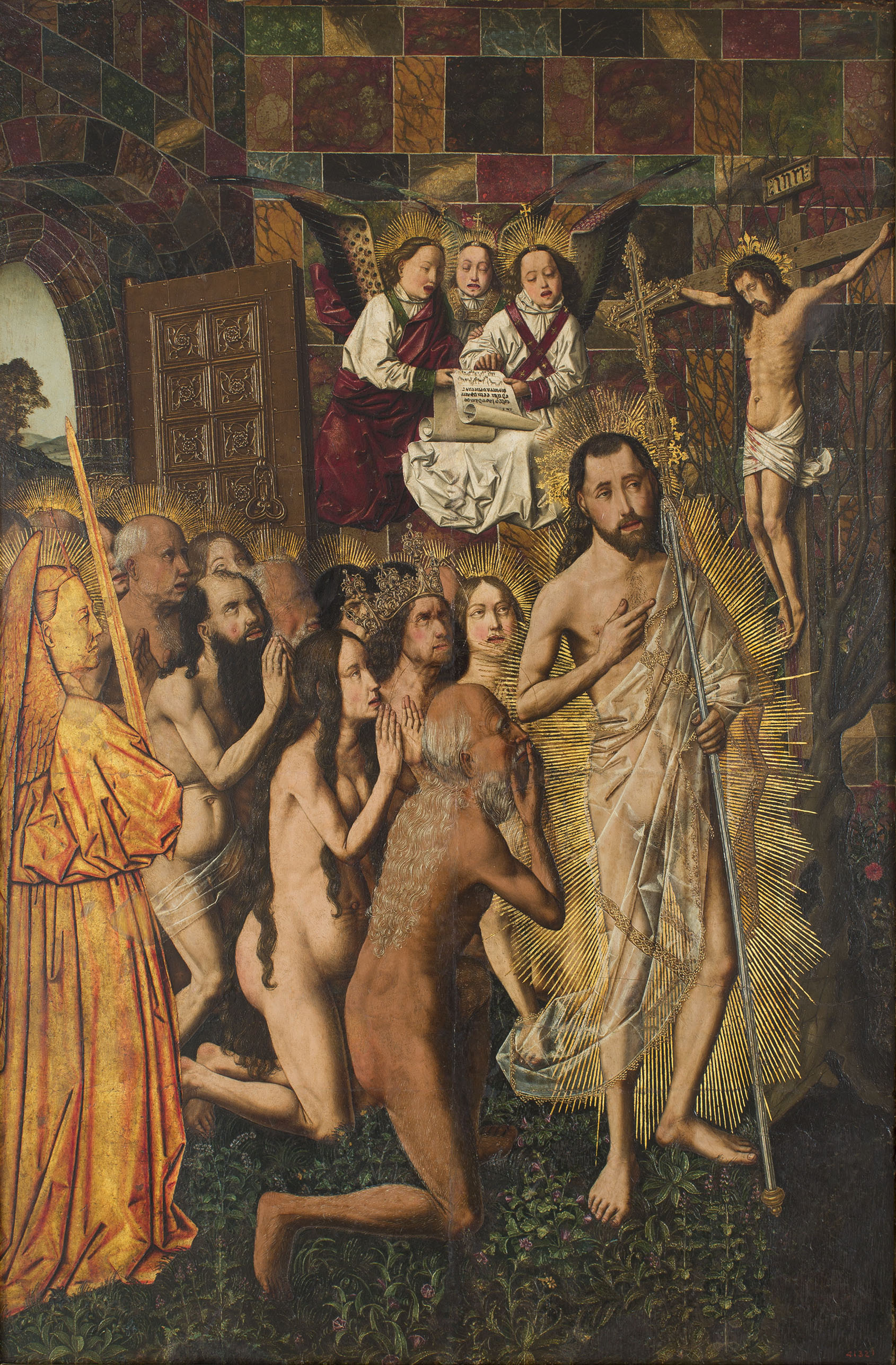
Cristo conduce a los patriarcas del Infierno al Paraíso, de Bartolomeo Bertejo, español, c. 1480: Matusalén, Salomón y la Reina de Saba, y Adán y Eva encabezan la procesión de los justos detrás de Cristo

Existe una antigua homilía sobre el tema, de autoría desconocida, normalmente titulada El descenso del Señor a los infiernos que es la segunda lectura en el Oficio de Lecturas del Sábado Santo en la Iglesia católica.
El Catecismo de la Iglesia católica afirma: "Con la expresión 'descendió a los infiernos', el Credo de los Apóstoles confiesa que Jesús murió realmente y que con su muerte por nosotros venció a la muerte y al diablo 'que tiene el poder de la muerte' (Hebreos 2:14). En su alma humana unida a su persona divina, Cristo muerto descendió al reino de los muertos. Abrió las puertas del Cielo a los justos que le habían precedido."
Como dice el Catecismo, la palabra Infierno -del nórdico, Hel; en latín, infernus, infernum, inferni; en griego, ᾍδης (Hades); en hebreo, שאול (Seol)- se usa en la Escritura y en el Credo de los Apóstoles para referirse a la morada de todos los muertos, sean justos o malos, a menos o hasta que sean admitidos en el Cielo (CIC 633). Esta morada de los muertos es el "infierno" al que, según el Credo, descendió Cristo. Su muerte liberó de la exclusión del Cielo a los justos que le habían precedido: "Precisamente a estas almas santas que esperaban a su Salvador en el Seno de Abraham, Cristo el Señor las liberó cuando descendió al Infierno", afirma el Catecismo (CIC 633), haciéndose eco de las palabras del Catecismo Romano, 1, 6, 3. Su muerte no sirvió de nada a los condenados.
La conceptualización de la morada de los muertos como un lugar, aunque posible y habitual, no es obligatoria (los documentos de la Iglesia, como los catecismos, hablan de un "estado o lugar"). Algunos sostienen que Cristo no fue al lugar de los condenados, que es lo que hoy se entiende generalmente por la palabra "Infierno". Por ejemplo, Tomás de Aquino enseñaba que Cristo no descendió al "Infierno de los perdidos" en su esencia, sino sólo por efecto de su muerte, por la que "los avergonzó por su incredulidad y maldad: pero a los que estaban detenidos en el Purgatorio les dio la esperanza de alcanzar la gloria: mientras que sobre los santos Padres detenidos en el Infierno únicamente a causa del pecado original, derramó la luz de la gloria eterna. "
Mientras que algunos sostienen que Cristo simplemente descendió al "limbo de los padres", otros, en particular el teólogo Hans Urs von Balthasar (inspirado por las visiones de Adrienne von Speyr), sostienen que fue más que eso y que el descenso implicó sufrimiento por parte de Jesús. Algunos sostienen que se trata de un asunto en el que las diferencias y la especulación teológica son permisibles sin transgredir los límites de la ortodoxia. Sin embargo, el punto de vista de Balthasar ha sido condenado enérgicamente por los medios católicos conservadores.

### Ortodoxia
La Homilía Pascual de Juan Crisóstomo también aborda el Desgarramiento del Hades, y suele leerse durante la Vigilia Pascual, el servicio culminante de la celebración ortodoxa de la Pascha (Pascua).
En la Iglesia ortodoxa, el Desgarramiento del Hades se celebra anualmente el Sábado Santo durante la Vesperal Divina Liturgia de San Basilio, como es norma en el Rito bizantino. Al principio de la misa, el colgaduras de la iglesia y las vestiduras del clero son de colores sombríos de Cuaresma (normalmente púrpura o negro). Después, justo antes de la lectura del Evangelio, los colores litúrgicos cambian a blanco y el diácono realiza una incensación, y el sacerdote esparce hojas de laurel alrededor de la iglesia, simbolizando las puertas rotas del Infierno; esto se hace para celebrar el desgarro del Hades que está teniendo lugar, y en anticipación de la inminente resurrección de Cristo.

### Luteranismo
Martín Lutero, en un sermón pronunciado en Torgau en 1533, afirmó que Cristo descendió a los infiernos.
La Fórmula de la Concordia (una confesión luterana) afirma: "creemos simplemente que toda la persona, Dios y ser humano, descendió al Infierno después de su sepultura, venció al diablo, destruyó el poder del Infierno y arrebató al diablo todo su poder" (Declaración Sólida, Art. IX).
Tras la muerte de Lutero se hicieron muchos intentos de sistematizar su teología del descendimiento, tanto si Cristo descendió en victoria como en humillación. Para Lutero, sin embargo, la derrota o "humillación" de Cristo nunca es totalmente separable de su glorificación victoriosa. El propio Lutero, cuando se le presionó para que se explayara sobre la cuestión de si Cristo descendió a los infiernos humillado o victorioso, respondió: "Basta con predicar el artículo a los profanos tal como lo han aprendido a conocer en el pasado por las vidrieras y otras fuentes. "

### Anglicanismo
"La ortodoxia anglicana, sin protestar, ha permitido que altas autoridades enseñen que existe un estado intermedio, el Hades, que incluye tanto la Gehena como el Paraíso, pero con un abismo infranqueable entre ambos. " El lenguaje tradicional del Credo de los Apóstoles afirma que Jesús "descendió a los infiernos"; el contemporáneo Libro de Oración Común' dice que Jesús "descendió a los muertos" (BCP, pp. 53, 96).

### Calvinismo
Juan Calvino expresó su preocupación por el hecho de que muchos cristianos "nunca han considerado seriamente lo que es o significa que hayamos sido redimidos del juicio de Dios. Sin embargo, ésta es nuestra sabiduría: sentir debidamente cuánto costó nuestra salvación al Hijo de Dios."
La conclusión de Calvino es que "Si algunas personas tienen escrúpulos acerca de admitir este artículo en el Credo, pronto quedará claro cuán importante es para la suma de nuestra redención: si se omite, se perderá gran parte del beneficio de la muerte de Cristo." Calvino se opuso firmemente a la noción de que Cristo liberó a los prisioneros, en contraposición a viajar al Infierno como parte de completar sus sufrimientos.
Los reformados interpretan que la frase "descendió a los infiernos" se refiere al dolor y humillación de Cristo antes de su muerte, y que esta humillación tenía una dimensión espiritual como parte del juicio de Dios sobre el pecado que cargó en nombre de los cristianos. La doctrina de la humillación de Cristo también pretende asegurar a los creyentes que Cristo los ha redimido del dolor y el sufrimiento del juicio de Dios sobre el pecado.

## Rechazo de la doctrina
Aunque el desgarramiento del infierno es enseñado por las tradiciones luterana, católica, reformada y ortodoxa, varios cristianos rechazan la doctrina del "desgarramiento del infierno", alegando que "hay escasa evidencia bíblica para [ello], y que las propias palabras de Jesús lo contradicen". John Piper, por ejemplo, dice que "no hay base textual [es decir. bíblica] para creer que Cristo descendió a los infiernos", y, por tanto, Piper no recita la frase "descendió a los infiernos" al rezar el Credo de los Apóstoles. Wayne Grudem también se salta la frase al recitar el Credo; dice que el "único argumento a ... favor [de la cláusula "desgarradora del infierno" en el Credo] parece ser que ha existido tanto tiempo. ...Pero un viejo error sigue siendo un error". En su libro Raised with Christ, el pentecostal Adrian Warnock está de acuerdo con Grudem, comentando: "A pesar de algunas traducciones de un antiguo credo [es decir. el Credo de los Apóstoles], que sugieren que Jesús ... 'descendió a los infiernos', no hay evidencia bíblica que sugiera que realmente lo hizo."
Agustín de Hipona, en su epístola 99, confiesa que este texto está repleto de dificultades. Declara que está claro, más allá de toda duda, que Jesucristo descendió en alma después de su muerte a las regiones inferiores, y concluye con estas palabras: Quis ergo nisi infidelis negaverit fuisse apud inferos Christum? ("¿Quién, pues, sino un infiel, ha negado que Cristo estuvo en el infierno?") En esta prisión no se detendría a las almas a menos que estuvieran en deuda con la justicia divina, ni se les predicaría la salvación a menos que estuvieran en un estado capaz de recibirla.

### Mortalismo cristiano
Los puntos de vista anteriores comparten la creencia cristiana tradicional en la inmortalidad del alma. El mortalismo cristiano, llamado también Sueño del alma, punto de vista del estado intermedio requiere una visión alternativa de los Hechos 2:27 y Hechos 2: 31, tomando un punto de vista del Nuevo Testamento uso de Infierno como equivalente al uso de Hades en la Septuaginta y por lo tanto a Sheol en el Antiguo Testamento.  William Tyndale y Martin Bucer de Strassburg argumentaron que el Hades en Hechos 2 era simplemente una metáfora de la tumba. Otros reformadores Christopher Carlisle y Walter Deloenus en Londres, argumentaron a favor de que el artículo fuera eliminado del credo. El Desgarramiento del Infierno fue una escena importante en las representaciones tradicionales de la vida de Cristo evitada por John Milton debido a sus opiniones mortalistas.  Las interpretaciones mortalistas de las declaraciones de Hechos 2 de que Cristo está en el Hades también se encuentran entre anglicanos posteriores como E. W. Bullinger.
Mientras que los que sostienen puntos de vista mortalistas sobre el alma estarían de acuerdo en el "desgarramiento del infierno" en relación con las almas, que no había muertos conscientes para Cristo para visitar literalmente, la cuestión de si Cristo mismo también estaba muerto, inconsciente, trae diferentes respuestas.
A los mortalistas cristianos que también son no trinitarios, como socinianos y cristadelfianos, la máxima "los muertos no saben nada" incluye también a Cristo durante los tres días.
De los tres días, Cristo dice "estuve muerto" (griego egenomen nekros ἐγενόμην νεκρὸς, latín fui mortuus).

## En la cultura

### Drama
Los relatos más ricos y circunstanciales sobre el Desgarramiento del Infierno se encuentran en la literatura dramática medieval, como los cuatro grandes ciclos de Mystery plays ingleses, cada uno de los cuales dedica una escena independiente a representarlo. Cristo fue representado como vencedor de Satanás, y luego sacando victoriosamente a Adán y Eva, los profetas y los patriarcas. El drama cristiano más antiguo que se conserva, probablemente destinado a ser representado, es El desgarramiento del infierno, que se encuentra en el Libro de Cerne del siglo VIII.
El tema aparece también en las obras de Cornish Mystery y en los ciclos de York y Wakefield. Estas versiones medievales de la historia derivan de las Escrituras, pero los detalles proceden del Evangelio de Nicodemo.

### Literatura
- En la obra de Dante Infierno, el guía de peregrinos Virgilio menciona el Desgarramiento del Infierno en el Canto IV. Virgilio estaba en el Limbo (el primer círculo del Infierno) en primer lugar porque no estuvo expuesto al cristianismo en su vida, y por lo tanto describe a Cristo en términos genéricos como un "poderoso" que rescató a los antepasados hebreos del cristianismo, pero lo dejó a él y a otros Paganismo virtuoso atrás en el mismo círculo. Está claro que Virgilio no comprende plenamente el significado del acontecimiento como lo hace Dante.
- En el manuscrito de Auchinleck se encuentra una narración incompleta en inglés medio del Desgarramiento del Infierno.[42]
- Aunque la leyenda de Orfeo tiene su origen en la antigüedad pagana, a menudo se ha interpretado que el romance medieval de Sir Orfeo establece un paralelismo entre el héroe griego y Jesús, que libera a las almas del Infierno,[43][44] con la explicación del descenso y regreso de Orfeo del Inframundo como alegoría del de Cristo ya en el Ovide Moralisé (1340). [45]
- En la novela de Stephen Lawhead Bizancio (1997), se pide a un joven monje irlandés que explique la vida de Jesucristo a un grupo de vikingos, que quedaron particularmente impresionados con su "descenso a los infiernos" (Helreið)'.

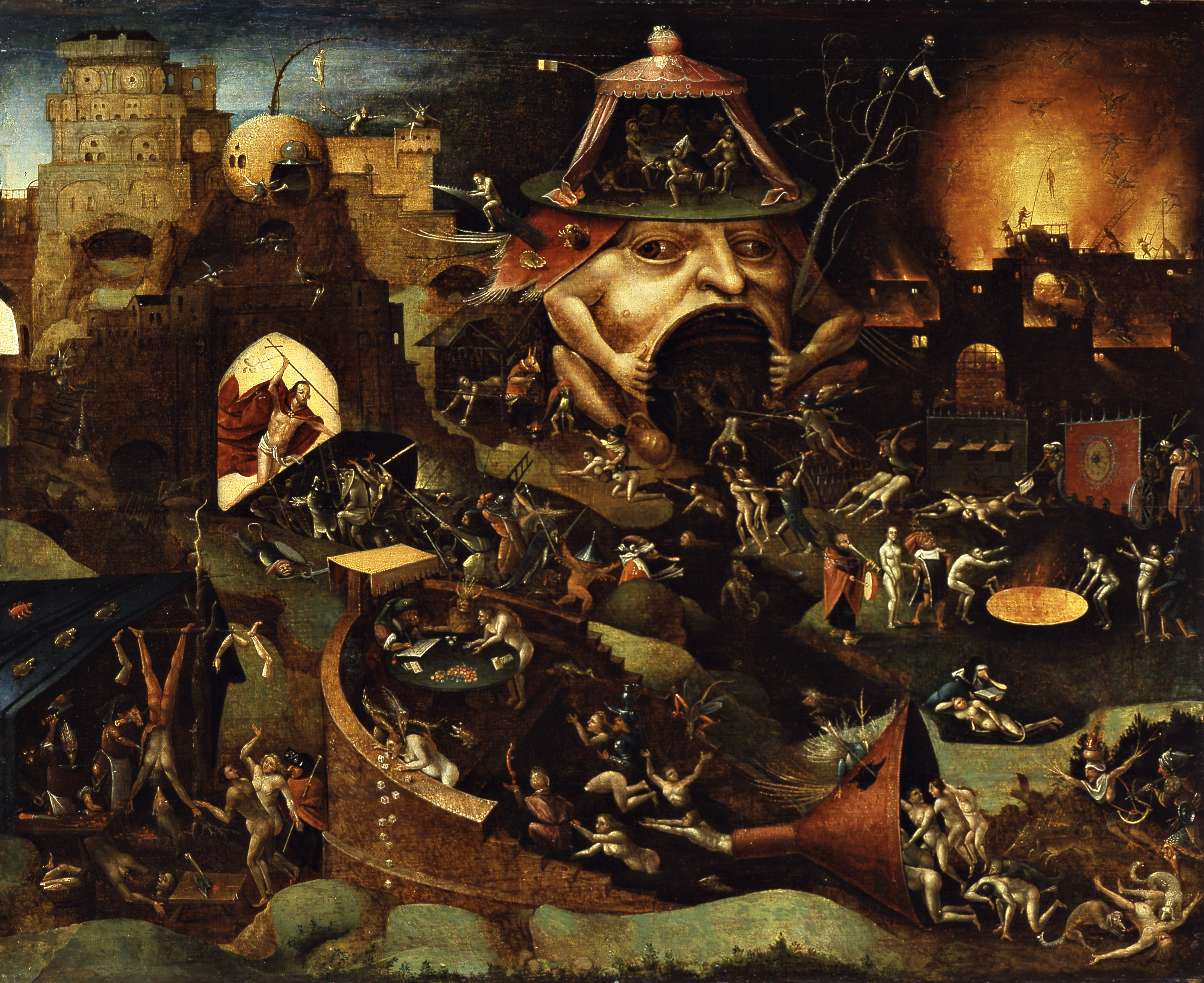
Cristo en el limbo, por un seguidor de Hieronymus Bosch

Los paralelismos en la literatura judía se refieren a las leyendas de Enoc y Abraham sobre las gradas del Inframundo, sin relación con los temas cristianos. Éstas se han actualizado en el relato corto de Isaac Leib Peretz "Neilá en Gehenna", en el que un hazzan judío desciende al Infierno y utiliza su voz única para provocar el arrepentimiento y la liberación de las almas allí encarceladas.

### Música
- El Desgarramiento del Infierno es el tema de varios oratorios barrocos, y en particular de Gesù al Limbo (1803) de Salieri sobre un texto de Luigi Prividali.[46]

## Iconografía
El descenso de Cristo a los infiernos es un tema relativamente frecuente en el arte cristiano.

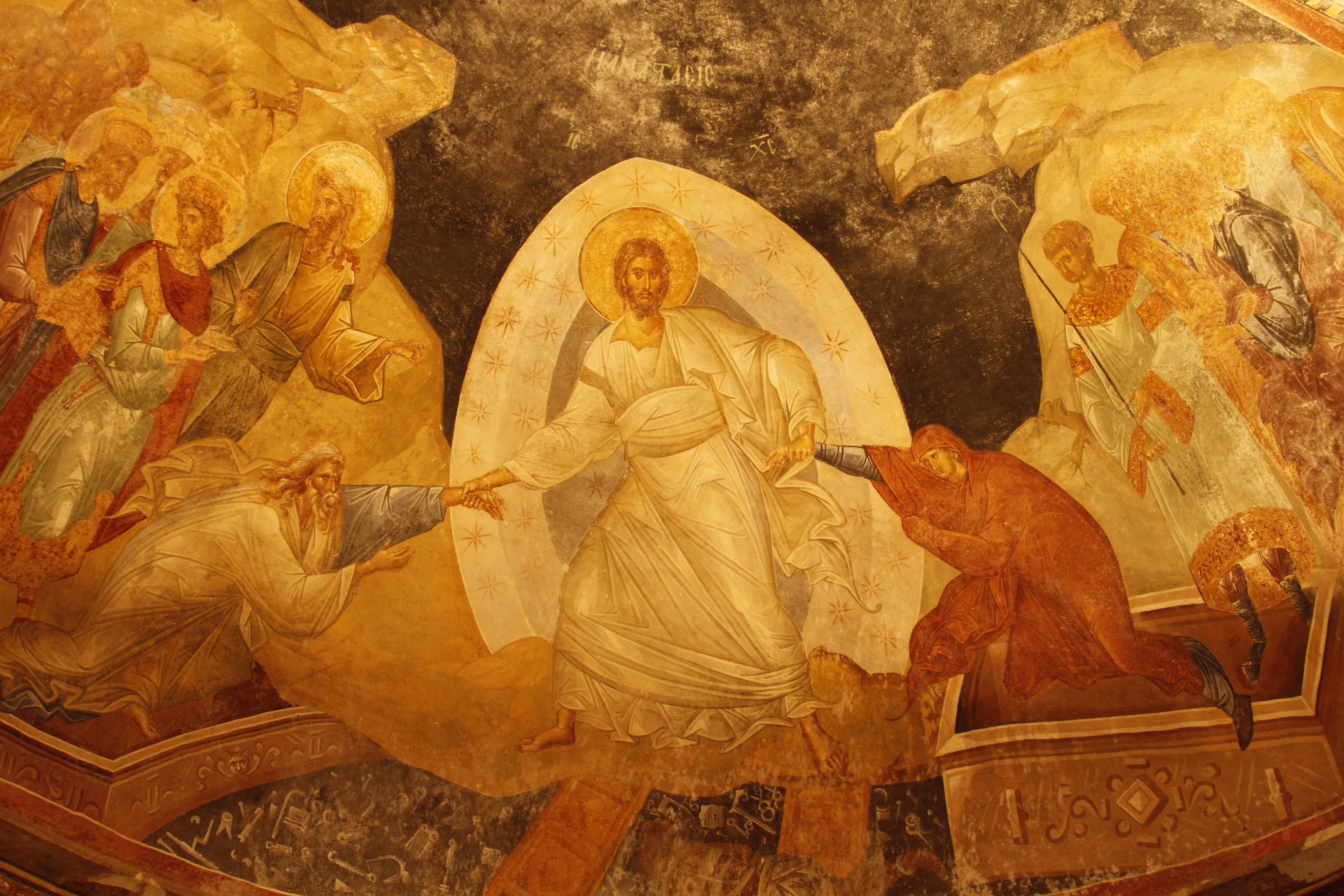
Fresco de la iglesia de San Salvador de Cora (bizantino).
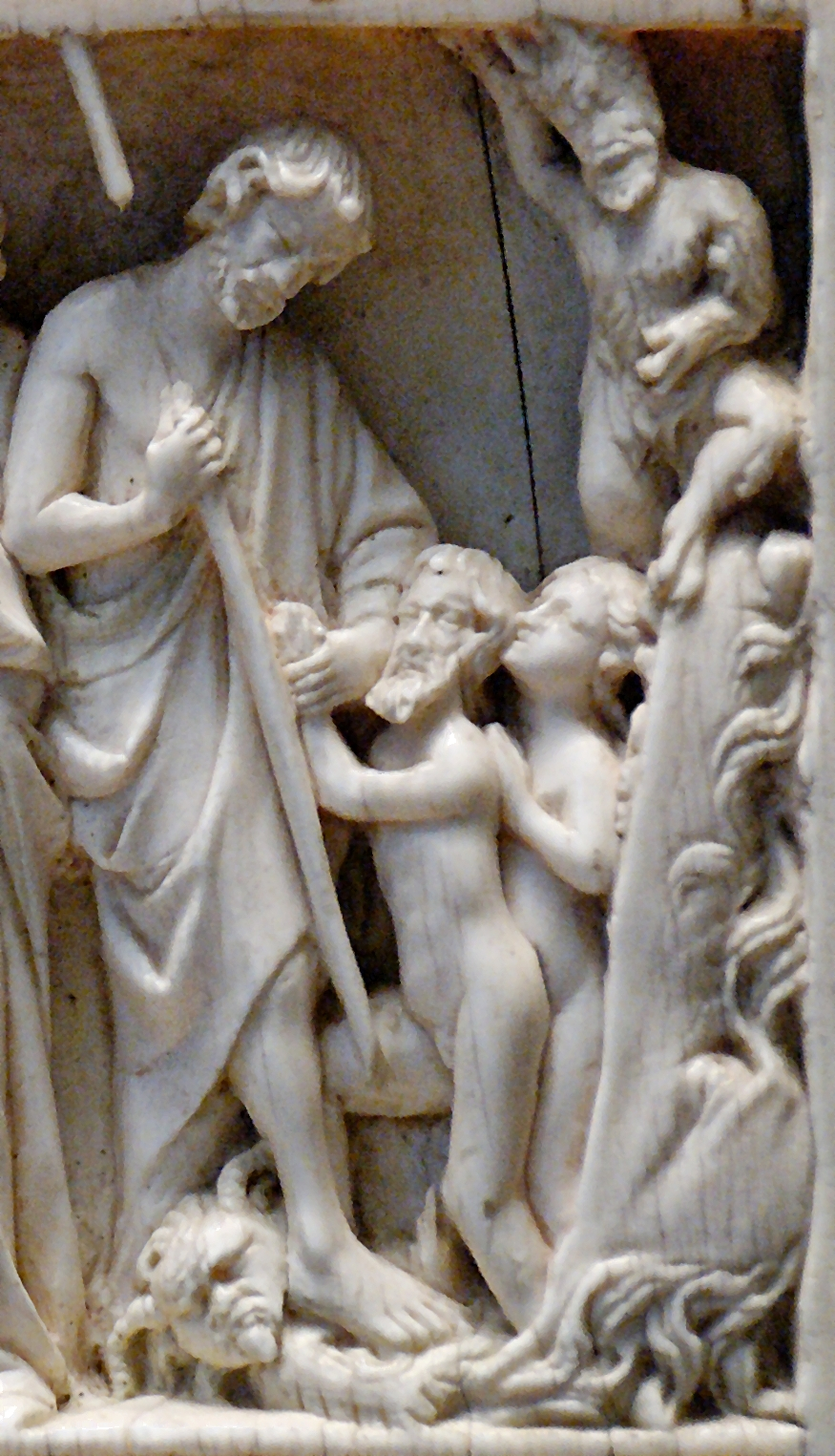
Detalle del Díptico de la Pasión (gótico).
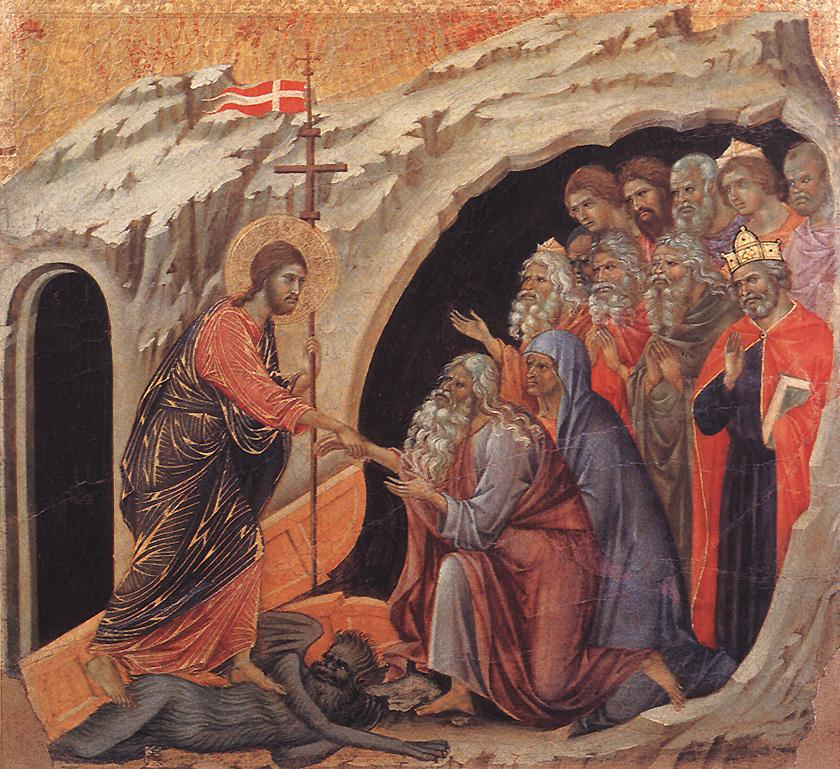
Duccio di Buoninsegna (gótico).
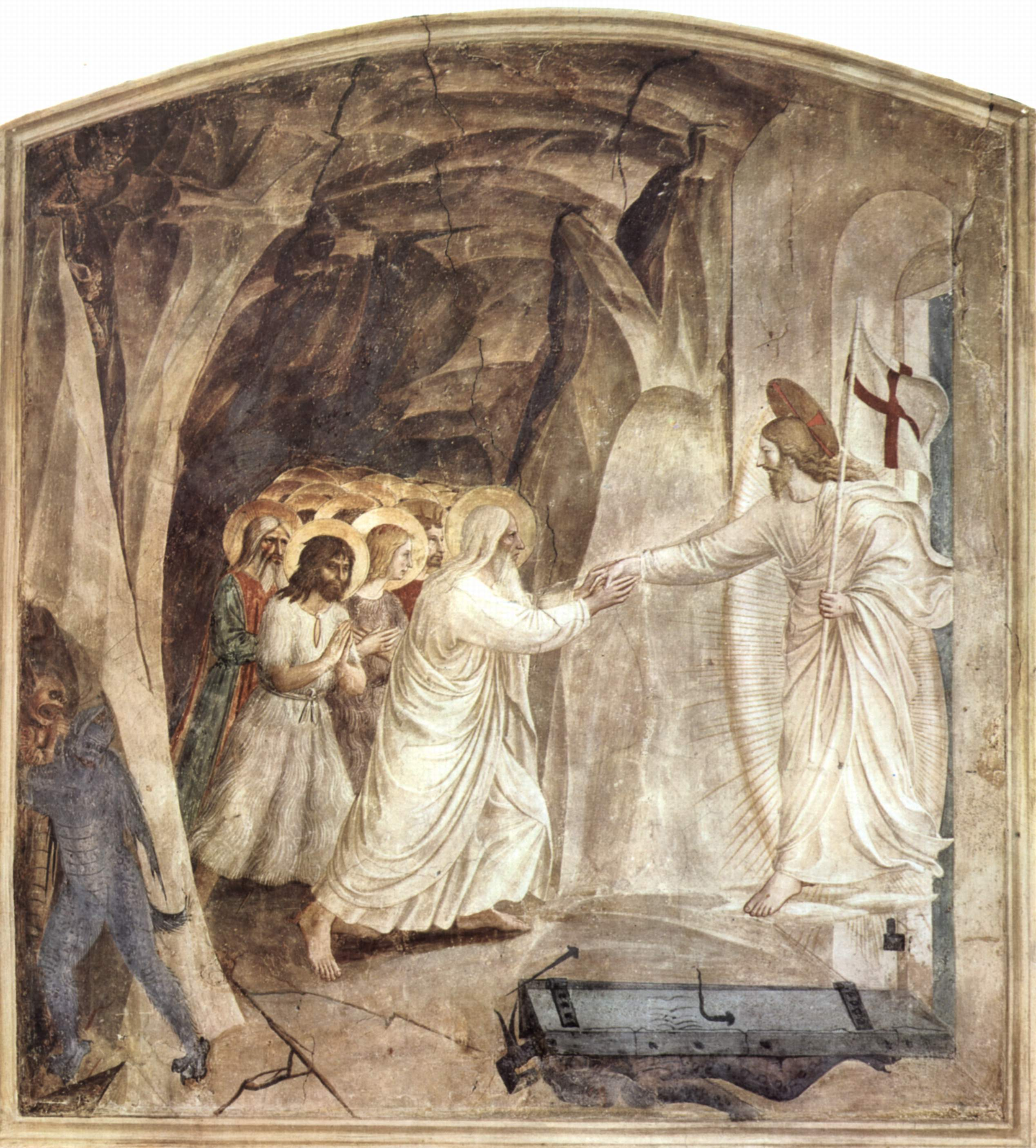
Fra Angelico (renacimiento italiano).
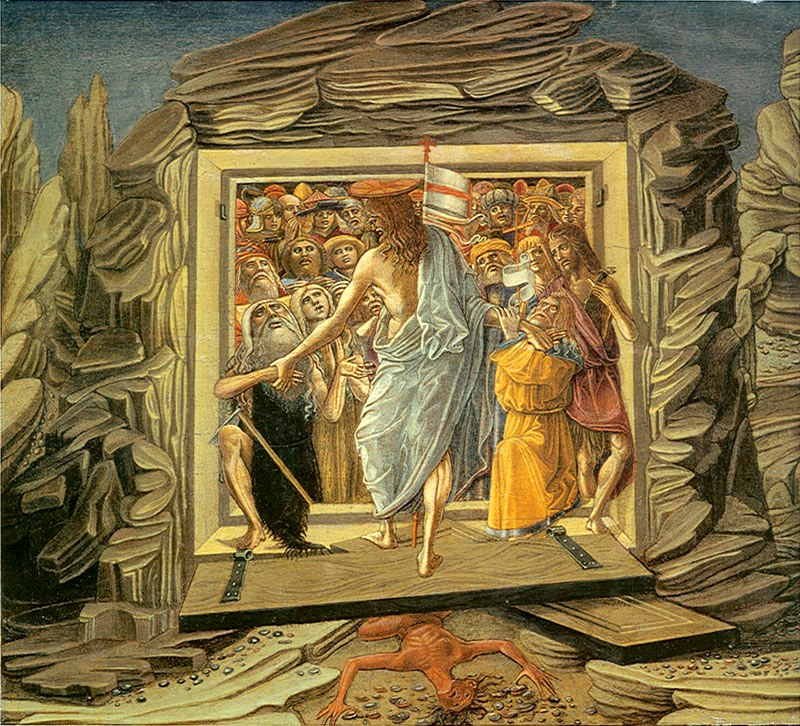
Benvenuto di Giovanni del Guasta (escuela de Siena).
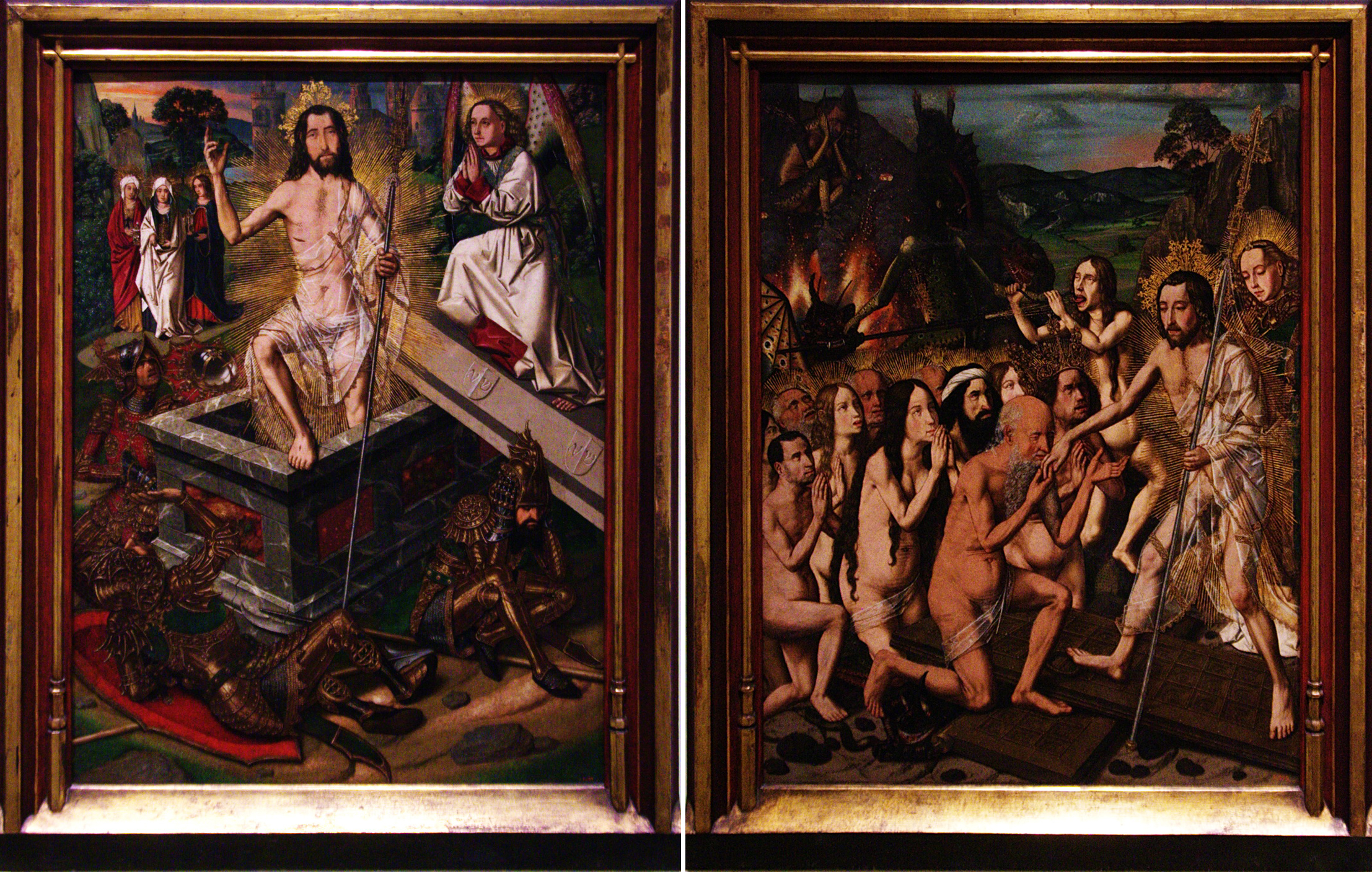
Resurrección y descenso de Jesús al Limbo (Bartolomé Bermejo), gótico final o prerrenacimiento español.
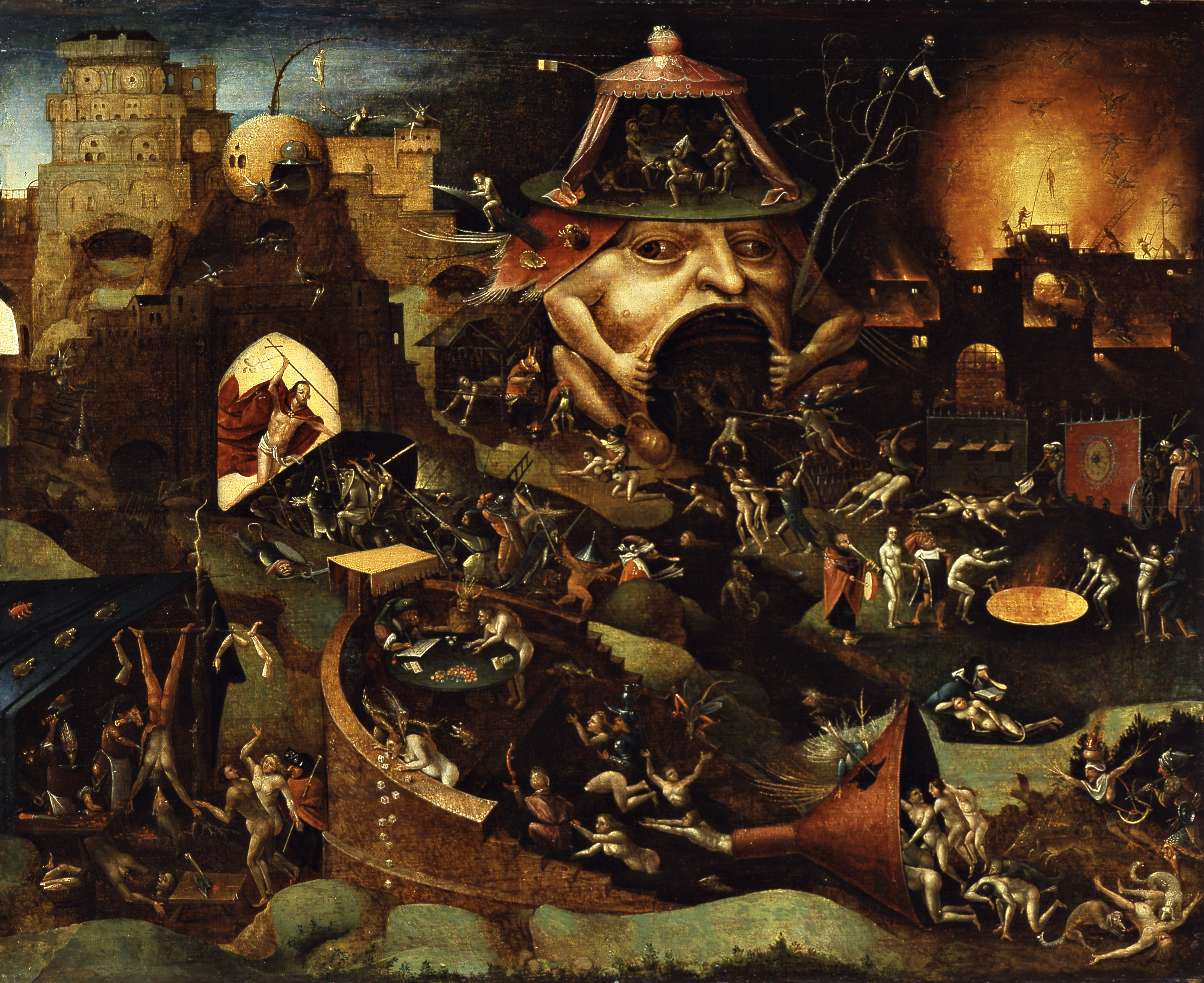
Escuela de El Bosco (renacimiento flamenco).
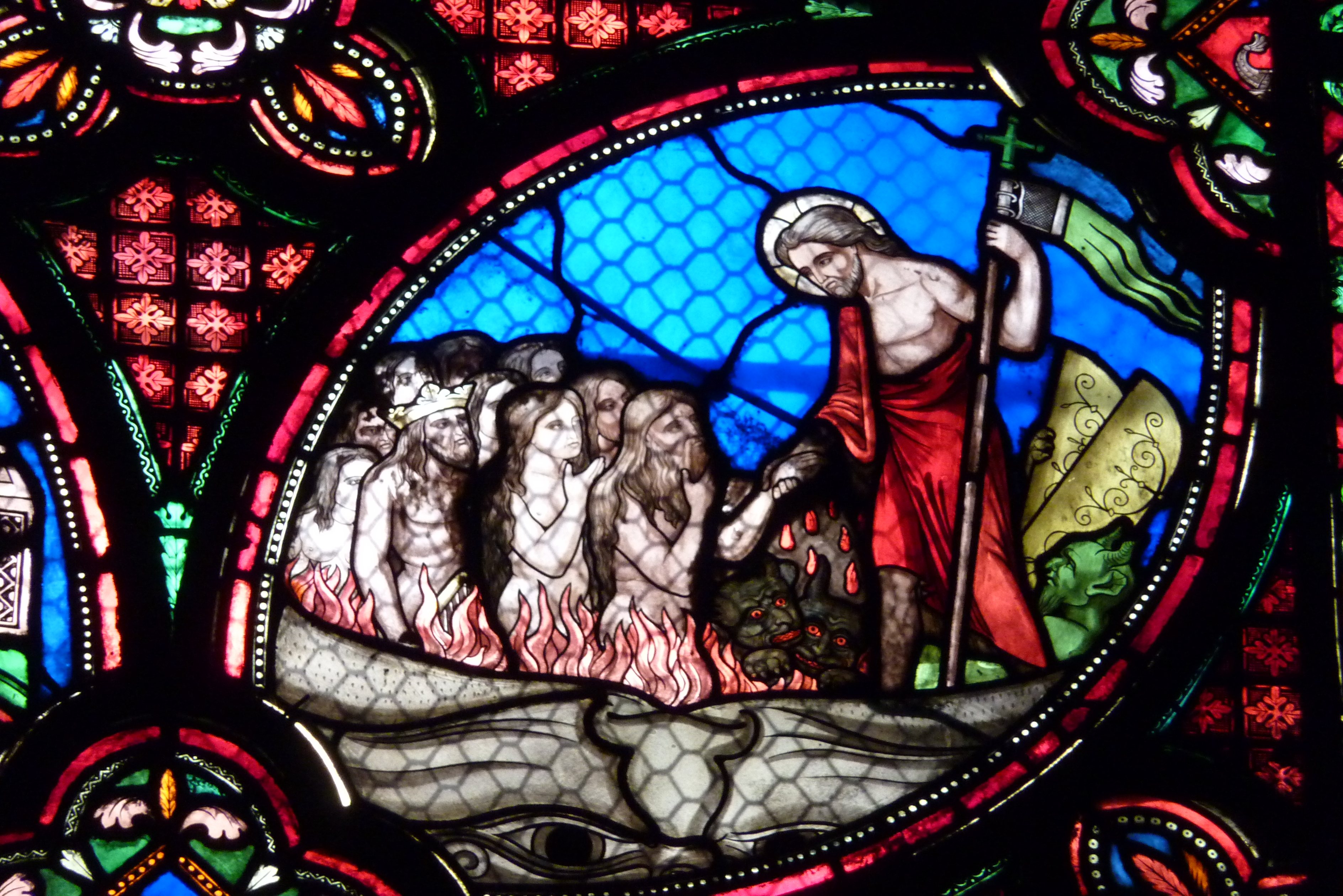
Étienne Thévenot (neogótico).